# Analfabetismo funcional
Analfabetismo funcional é a incapacidade que uma pessoa demonstra ao não compreender textos simples. Tais pessoas, mesmo capacitadas a decodificar minimamente as letras, geralmente frases, textos curtos e os números, não desenvolvem habilidade de interpretação de textos e de fazer operações matemáticas. Também é definido como analfabeto funcional o indivíduo maior de quinze anos possuidor de escolaridade inferior a quatro anos letivos.

## Definições

### UNESCO
Analfabetismo, assim como analfabetismo funcional, foram definidos na 20ª sessão da UNESCO de 2018 da seguinte forma:
Uma pessoa é analfabeta quando não consegue com compreensão ler e escrever uma declaração curta e simples sobre sua vida cotidiana.
Uma pessoa é funcionalmente analfabeta quando não pode se envolver em todas as atividades em que a alfabetização é necessária para o funcionamento eficaz de seu grupo e comunidade, e também para permitir que continue a usar a leitura, a escrita e os cálculos para o seu próprio desenvolvimento e o da comunidade.
A definição de alfabetização da UNESCO de 1978 é ainda hoje largamente utilizada. Porém, tem sido fortemente criticada a noção de "alfabetização funcional" como instrumental ou funcionalista e relacionada a atividades econômicas. A UNESCO argumenta que a alfabetização é "sempre “funcional”, uma vez que capacita as pessoas com competências que lhes permitem funcionar, por isso não há necessidade de tal qualificação. Essas definições foram elaboradas no contexto de estatísticas de educação, por isso em sua maioria são definições operacionais para fins de medição."

### IBGE
Para o Instituto Brasileiro de Geografia e Estatística (IBGE), a fins de pesquisa, a definição de alfabetização é a mesma da UNESCO e a taxa de analfabetismo funcional é a "porcentagem de pessoas de uma determinada faixa etária que tem escolaridade de até 3 anos de estudo em relação ao total de pessoas na mesma faixa etária".

## Níveis de alfabetização funcional
Existem três níveis distintos de alfabetização funcional, a saber:
- Nível 1, também conhecido como alfabetização rudimentar, compreende aqueles que apenas conseguem ler e compreender títulos de textos e frases curtas; e apesar de saber contar, têm dificuldades com a compreensão de números grandes e em fazer as operações aritméticas básicas.
- Nível 2, também conhecido como alfabetização básica, compreende aqueles que conseguem ler textos curtos, mas só conseguem extrair informações esparsas no texto e não conseguem tirar uma conclusão a respeito do mesmo; e também conseguem entender números grandes, conseguem realizar as operações aritméticas básicas, entretanto sentem dificuldades quando é exigida uma maior quantidade de cálculos, ou em operações matemáticas mais complexas.
- Nível 3, também conhecido como alfabetização plena, compreende aqueles que detêm pleno domínio da leitura, escrita, dos números e das operações matemáticas (das mais básicas às mais complexas).

## Analfabetismo funcional em alguns países

### Programa para Avaliação Internacional das Competências de Adultos
Trata-se do Programme for the International Assessment of Adult Competencies (PIAAC) da Organização para Cooperação e Desenvolvimento Econômico (OCDE) realizado em 2011-2012 em 33 países através de texto em prosa de nível 1, com pessoas dos 16 aos 65 anos de idade:
| País                | Analfabetismo funcional em texto em prosa de nível 1 (proporção ALL) (% com idade entre 16–65) 2011-2012 |
| ------------------- | --- |
| Jacarta (Indonésia) | 69,0 |
| Chile               | 58,0 |
| Turquia             | 47,0 |
| Itália              | 28,0 |
| Israel              | 28,0 |
| Espanha             | 28,0 |
| Grécia              | 27,0 |
| Singapura           | 26,0 |
| Eslovênia           | 25,0 |
| França              | 22,0 |
| Irlanda do Norte    | 18,0 |
| Estados Unidos      | 18,0 |
| Alemanha            | 18,0 |
| Inglaterra          | 17,0 |
| Irlanda             | 17,0 |
| Canadá              | 16,0 |
| Áustria             | 16,0 |
| Lituânia            | 16,0 |
| Dinamarca           | 16,0 |
| Bélgica             | 15,0 |
| Austrália           | 13,0 |
| Estônia             | 13,0 |
| Rússia              | 13,0 |
| República da Coréia | 13,0 |
| Suécia              | 13,0 |
| Noruega             | 12,0 |
| Nova Zelândia       | 12,0 |
| Países Baixos       | 12,0 |
| República Tcheca    | 12,0 |
| Eslováquia          | 12,0 |
| Finlândia           | 11,0 |

### Brasil
De acordo com o Indicador de Alfabetismo Funcional (Inaf) de 2018, produzido pela Ação Educativa e do Instituto Paulo Montenegro, o analfabetismo funcional atinge cerca de 27% da população brasileira. O índice não deixa de estar associado à desigualdade socioeconômica. Em 2018, cerca de 3 em cada 10 brasileiros possuíam "muita dificuldade para fazer uso da leitura e da escrita e das operações matemáticas em situações da vida cotidiana, como reconhecer informações em um cartaz ou folheto ou ainda fazer operações aritméticas simples com valores de grandeza superior às centenas".
O Censo 2010 mostrou que uma entre cinco pessoas (20,3%) são analfabetas funcionais. O problema maior está na região Nordeste, onde a taxa de analfabetismo funcional chega a 30,8%.
Em 2012, o Inaf divulgou indicador de analfabetismo funcional entre estudantes universitários do Brasil e este chega a 38%.

### Chile
O Chile, único país da América Latina a participar do Programa para Avaliação Internacional das Competências de Adultos (PIAAC) da Organização para Cooperação e Desenvolvimento Econômico (OCDE), ficou, em estudo de 2011-2012 com pessoas entre 16 e 65 anos de idade a partir de testes com textos em prosa de nível 1, no topo, ou seja, no pior nível dentre os demais, com 58% de analfabetismo funcional, abaixo apenas da cidade de Jacarta.

### Portugal
Segundo o Programa das Nações Unidas para o Desenvolvimento (PNUD) relativo a dados de 2005 em Portugal, 48% dos portugueses não percebem o que leem ou têm dificuldade em entender parte da informação.
A taxa de analfabetismo funcional em 2010 de adolescentes portugueses de 15 anos era de 17,6%.

### Estados Unidos
Nos Estados Unidos, de acordo com a revista Business, cerca de 15 milhões de adultos analfabetos funcionais tinham emprego no país no início do século 21. O American Council of Life Insurers (Conselho Americano de Seguradoras de Vida) relatou que 75% das empresas da Fortune 500 oferecem algum nível de treinamento corretivo para seus trabalhadores. 
Em 2003, 30 milhões (14% dos adultos) nos EUA não conseguiam realizar atividades de alfabetização simples e cotidianas.
O Centro Nacional de Estatística Educional dos EUA (National Center for Education Statistics) fornece mais detalhes ao dividir a alfabetização em três parâmetros: prosa, documentos (mapas, tabelas) e alfabetização quantitativa (cálculos). Cada parâmetro tem quatro níveis: abaixo do básico, básico, intermediário e proficiente. Para a alfabetização em prosa, por exemplo, o nível de alfabetização "abaixo do básico" significa que uma pessoa pode olhar um pequeno trecho de texto para obter um pedaço de informação descomplicada, enquanto que uma pessoa que está "abaixo do básico" em alfabetização quantitativa seria capaz de fazer simples adição.
Nos EUA, 14% dos adultos estão no nível "abaixo do básico" em alfabetização em prosa; 12% estão no nível "abaixo do básico" para alfabetização em documentos e 22% estão "abaixo do básico" para alfabetização quantitativa. Apenas 13% da população dos EUA é proficiente em cada uma das três áreas supracitadas - ou seja, capaz de comparar pontos de vista em dois editoriais, interpretar uma tabela sobre pressão arterial, idade e atividade física ou calcular e comparar o custo por onça (massa) de itens alimentares.

### Reino Unido
Em 2006, o Departamento de Educação do governo do Reino Unido informou que 47% das crianças britânicas em idade escolar abandonaram a escola aos 16 anos sem ter alcançado um nível básico em matemática funcional e 42% não conseguiram atingir um nível básico de inglês funcional.
Todos os anos, 100.000 alunos deixam a escola como analfabetos funcionais no Reino Unido.

### França
Em 1995, um estudo da Organização para a Cooperação e Desenvolvimento Econômico - OCDE intitulado "Alfabetização, Economia e Sociedade", realizado em vários países desenvolvidos, mostrou que a proporção de pessoas com idade entre 16 e 65 anos com dificuldades em escrever, ler ou usar informações seriam de 40,1% na França (penúltimo lugar do estudo, logo à frente da Polônia), mas tal pesquisa, que não enfoca exatamente o analfebetismo funcional, mas sim a alfabetização informacional, ou seja, de forma mais geral e, segundo a OCDE, sobre "compreender e usar informações escritas na vida cotidiana, em casa, no trabalho e na comunidade para atingir objetivos pessoais e expandir conhecimentos e habilidades", não foi à época divulgado por autoridades públicas da França.
De acordo com pesquisa do Instituto Nacional de Estatística e Estudos Econômicos (Institut national de la statistique et des études économiques - INSEE) realizada entre 2011 e 2012, 7% (ou seja, aproximadamente 3.100.000 pessoas) da população adulta francesa de 18 a 65 anos e tendo sido educada na França - com exceção das prisões e outros lugares onde o analfabetismo funcional é mais alto - é analfabeto funcional (illettrée, "iletrado"), ou seja, 2 pontos a menos que em 2004. 6% dos que exercem uma atividade profissional e 10% dos que procuram emprego são confrontados com o analfabetismo funcional. Esta mesma pesquisa mostra que um total de 11% da população adulta francesa de 18 a 65 anos está em uma "situação preocupante quando se trata de escrever", 7% são analfabetos funcionais e 4% são estrangeiros ou sem escolaridade. De acordo com a Agência Nacional de Luta Contra o Iletrismo (Agence nationale de lutte contre l'illettrisme), 2.500.000 pessoas (ou cerca de 7%) da população adulta francesa de 18 a 65 anos é analfabeta funcional em 2018.
O analfabetismo funcional, na França, atinge mais os homens (60,5%) do que as mulheres (39,5%). A proporção de jovens analfabetos funcionais é relativamente baixa (4% dos jovens de 18 a 25 anos), mas maior entre as gerações anteriores (53% dos analfabetos funcionais têm mais de 45 anos). A elevada taxa de analfabetismo funcional não impede que algumas dessas pessoas tenham um emprego: 51% estão em vida ativa e 23,5% estão desempregadas, em formação ou inativas. Contudo, 20% dos beneficiários da renda mínima de inserção, a revenu minimum d'insertion (RMI) encontram-se em situação de analfabetismo funcional.
Em relação à distribuição geográfica, não há diferença notável entre as áreas rurais e urbanas da França, mesmo que em áreas urbanas sensíveis a taxa de analfabetismo funcional seja o dobro (14%) do que na população em geral (7%).
Outra estatística, realizada no Dia da Defesa e Cidadania ("Journée défense et citoyenneté)", mostrou que em 2018 11,5% dos jovens participantes encontraram dificuldades no campo da leitura. Metade deles podem ser analfabetos funcionais. Além disso, quase um em cada dez jovens tem habilidades fracas de leitura. É no norte da França que encontramos a maioria dos jovens que possuem dificuldades no domínio da leitura: Aisne (17,2 %), Somme (15,4 %), Nièvre (15,3 %), Charente (15,2 %), enquanto que em Paris a taxa é a mais baixa (6%).
O analfabetismo funcional foi declarado Grande Cause Nationale na França do ano de 2013.

### Suíça
Um relatório de 2006 na Suíça sobre habilidades básicas dos adultos menciona que 16% dos suícos tinham grandes dificuldades de leitura e escrita.
Numa sociedade que promove a eficiência e a rapidez, não saber ler e escrever é um claro fator de exclusão econômica, social e cultural. Um estudo realizado em 2007 mostra que o analfabetismo tem um custo estimado de mais de um bilhão de francos por ano na Suíça, devido, em particular, ao aumento da taxa de desemprego relacionado.

### Itália
Na Itália, os dados da Organização para a Cooperação e Desenvolvimento Econômico-PIAAC de 2016 noticiados pelo Corriere della Sera mostram que o analfabetismo funcional afeta 27,9% dos itaianos entre 16 e 65 anos. O projeto ALL ("Adult Literacy and Lifeskills - Alfabetismo e habilidades para a vida"), como parte de pesquisa comparativa internacional promovida pela OCDE, já havia realizado um inquérito a uma amostra da população italiana com idades compreendidas entre os 16 e os 65 anos, revelando, em 2003-2004, que 46,1% encontram-se no primeiro nível, 35,1% no segundo nível e apenas 18,8% está em um nível superior de competência.

### Rússia
Na Rússia, país que tivera uma história secular de analfabetismo absoluto entre a maioria da população, mesmo possuindo nos últimos anos 99% de população tecnicamente alfabetizada, apenas um terço dos graduados do ensino médio russo demonstra compreender o conteúdo de textos científicos e literários, de acordo com um estudo de 2015. A Rússia registrou 13,0% de analfabetos funcionais na pesquisa do OCDE-PIAAC de 2011-2011 com texto em prosa de nível 1 entre pessoas dos 16 aos 65 anos de idade.

## Ligação com a pobreza e o crime
Em países ditos desenvolvidos, o nível de analfabetismo funcional tem sido proporcional ao nível de renda e inversamente proporcional ao risco de cometer certos tipos de crime. Por exemplo, de acordo com o National Center for Educational Statistics (Centro Nacional de Estatísticas Educacionais) dos Estados Unidos:
- Mais de 60% dos adultos no sistema prisional dos EUA leem no nível da quarta série ou abaixo;
- 85% dos reclusos juvenis nos EUA são analfabetos funcionais;
- 43% dos adultos com o nível mais baixo de alfabetização nos EUA viviam abaixo da linha da pobreza, em oposição a 4% daqueles com os níveis mais altos de alfabetização.